# Abdul Jeelani
Abdul Qadir Jeelani, nato Gary Cole e riportato anche Karim Abdul Jeelani (Bells, 10 febbraio 1954 – Racine, 3 agosto 2016), è stato un cestista statunitense, professionista nella National Basketball Association e in Europa.

## Carriera
Centro di 204 cm, dopo aver esordito in Italia con la maglia della SS Lazio Basket ha giocato due anni in NBA, prima con i Portland Trail Blazers e poi con i Dallas Mavericks.
La sua carriera è quindi proseguita alla Libertas Livorno, conquistando la promozione nella massima serie al suo primo anno di permanenza e disputando le successive tre stagioni in Serie A.
Ha infine chiuso con un biennio nella Liga ACB spagnola, con la maglia della Caja de Álava, con cui ha giocato anche in Coppa Korać.

## Dopo il ritiro
(Abdul Jeelani al rientro a Roma, il 14 gennaio 2011)
Nel 1989 si ritirò e tornò negli Stati Uniti, ma una serie di disavventure lo ridussero a senzatetto. Simone Santi, il presidente della Lazio Basket, ne apprese la storia da un articolo di giornale. Jeelani aveva perso il lavoro alla Johnson Wax, azienda di prodotti per pavimenti, si era dovuto operare tre volte per un tumore. Per sua ammissione, l'aveva salvato la forte fede musulmana, per cui era anche soprannominato la mano di Maometto.  Per pagare i suoi debiti hanno contribuito anche i tifosi della Libertas Livorno, raccogliendo 3700 € in una colletta.
È tornato in Italia con il figlio Azim il 14 gennaio 2011, accolto dall'ex avversario Dino Meneghin. Durante l'incontro Jeelani ha raccontato di aver passato due anni nel centro per senzatetto di Racine dopo aver perso il lavoro e quando gli hanno diagnosticato un cancro alla prostata. Il presidente della Lazio Basket lo ha ingaggiato per allenare i bambini di due centri della periferia di Roma. Il suo lavoro dovrebbe iniziare a settembre 2011.
Scompare nel 2016 all'età di 62 anni al Wheaton Franciscan-All Saints hospital dopo una crisi cardiaca.

## Palmarès
- Promozione in Serie A1: 1
Libertas Livorno: 1981-82.